# 李成章 (宣統進士)
李成章（1876年—？年），字致道，直隸省深澤縣人。北洋大學堂畢業，進士。

## 生平
- 光緒三十四年七月，北洋大學堂預備班畢業，獎給舉人[2]。
- 宣統三年（1911年） 北洋大學堂法科法律學門甲班畢業[1]。
- 宣統三年（1911年）八月甲子引見，賞給進士出身，並授職翰林院編修[3][4]。
- 民國二年（1913年）3月11日，律師登錄（652號）[5]。
- 民國三年（1914年），派往倭夷國留學[6]。
- 民國七年（1918年）6月3日，參選參議院議員[7]。
- 民國十一年（1922年），任易縣知事[8]。
- 曾任直隸臨時省議會議員、直隸高等學校教務長、保定優級師範學校校長，直隸教育總會評議員[9][10] 。